# ایسادور برنستاین
ایسادور برنستاین (انگلیسی: Isadore Bernstein؛ ‏ ۲۶ نوامبر ۱۸۷۶ – ۱۹ اکتبر ۱۹۴۴) فیلم‌نامه‌نویس اهل ایالات متحده آمریکا بود.
از فیلم‌هایی که وی در آن‌ها نقش داشته است، می‌توان به کله‌پوک‌ها در ماه مه و تارزان فرزند گوریل‌ها اشاره نمود.